# Phaeoceros laevis
A Phaeoceros laevis egy mohafaj a becősmohák törzséből és a Notothyladaceae családból. A gyakoribb, kozmopolita Phaeoceros carolinianus-hoz nagyon hasonló faj, a megkülönböztetésük nem könnyű, tapasztalatot és gyakorlatot igényel.

## Jellemzői
Ennek a becősmoha fajnak matt, sötétzöld telepei vannak (thallus), amik 3-4 cm átmérőjűek, kb. 10 sejtsor vastagok, belsejükben nyálkaüregek nincsenek. A telepek felszíne sima, széle nem hullámos. A P. laevis kétlaki növény, szemben az egylaki P. carolinianus-al, de az ivarszervek megfigyelése gyakorlatot igényel. A P. carolinianus telepének felszínén apró gödröcskében megtalálhatóak elszórva mind a hím, mind a női ivarszervek, míg a P. laevis esetében a hím és női ivarszervek külön növényeken található meg. A kutatók feltételezik, hogy a mivel a két faj nehezen különböztethető meg egymástól a talált becősmohák közül sokkal több a P. carolinianus, mint a P. laevis.

A sporofiton általában 1-3 cm hosszú. Az érett spórák 30-40 mikrométer átmérőjűek, narancssárga színűek, ellentétben az Anthoceros fajokkal, ahol azok feketék, sötétbarnák. A spórák felszíne apró bibircses és úgy nevezett "szárnyacska" alig figyelhető meg rajta; a P. carolinianus spóráján ez a szárnyacska jóval erőteljesebb, jól látható mikroszkóppal.

### Kutatások
A P. laevis citológiája nagyon alaposan kutatott. 1909-ben, Lotsy figyelte meg először, hogy a telep sejtjei (gametofiton) csak egy-egy kloroplasztiszt tartalmlaznak, azonban a sporofitonban már kettő-kettő kloroplasztisz van sejtenként. Lorbeer 1924-ben végzett kutatásai azt mutatták, hogy két plastid van jelen egy sejtben, amikor sejtosztódás történik, amelyek McAllister szerint változó méretűek lehetnek. A faj centroszómái a Marchantia polymorpha-hoz hasonló, azaz két centriolából állnak, amelyek a sejt két végpontjánál helyezkednek el, és amelyek hozzákapcsolódnak a sejtmag kerékküllő struktúrájához.

## Elterjedése és Ökológiája
Az északi féltekén megtalálható faj (Észak-Amerika, Európa, Oroszország, Kína, Japán). Magyarországon nem él. Európában Nagy-Britanniában él nagyobb populációja.

A többi becősmoha fajhoz hasonlóan nedves talajon él szántóföldeken, árokparton, lápréteken, mocsarak szélén, folyók árterében.
Késő nyáron, kora ősszel találhatók meg leggyakrabban a telepei az élőhelyeken.